# Belenzada

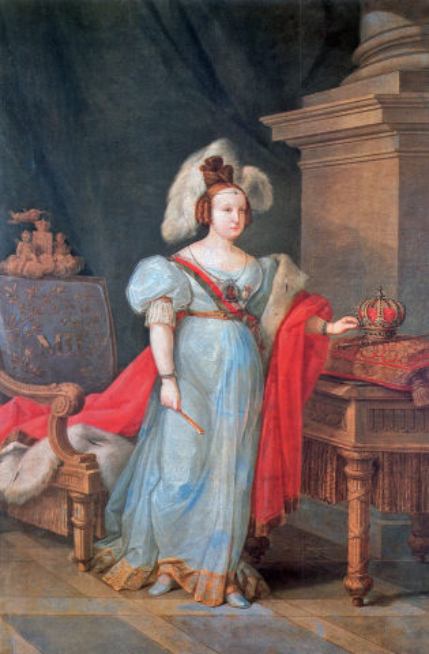
María II de Portugal (1834)

Fernando II de Portugal (1836)

La Belenzada ("Asunto Belém") fue un intento de golpe de Estado en noviembre de 1836 por parte de la reina María II de Portugal y su marido Fernando II para destituir al gobierno liberal establecido por la Revolución de Septiembre y restablecer la Carta Constitucional de 1826. A pesar de contar con el apoyo diplomático del Reino Unido y Bélgica, el intento se vio frustrado por la determinación de la Guardia Nacional, el ejército regular y la población en general de Lisboa.

## Antecedentes
María II sólo era reina de Portugal desde 1834, cuando tenía catorce años. Cuando se casó con Fernando de Sajonia-Coburgo-Gotha, sobrino de Leopoldo I de Bélgica, el 9 de abril de 1836, tenía diecisiete años y su marido dieciocho.
Políticamente, el período 1834-1836 fue conocido como devorismo porque se caracterizó por un sentido de codicia sin principios, por el cual los líderes políticos gastaban fondos públicos para asegurar ganancias personales para ellos o sus asociados. : 189  Este período llegó a un abrupto final en 1836 con la Revolución de Septiembre.

## La revolución de Septiembre
La opinión de Lord Howard de Walden, ministro británico en Lisboa, era que la Revolución de Septiembre había tenido éxito en gran parte debido a la influencia del ministro francés en Lisboa, Comte de Saint-Priest, : 197 quien consideraba al primer ministro portugués Terceira como un instrumento de la política británica. Saint-Priest vio la revolución como una oportunidad para sustituir a Terceira por un gobierno más afín a los puntos de vista franceses.  Cuando los cartistas comenzaron a planear un golpe, Saint-Priest los condenó abiertamente y los amenazó con consecuencias negativas desde Francia. Howard de Walden, por el contrario, consideró que el gobierno septembrino de Sá da Bandeira y Passos Manuel era fundamentalmente antibritánico. : 473 
La noche después de aceptar la Revolución de Septiembre e invitar a Sá da Bandeira a formar gobierno, la Reina hizo firmar como testigos a miembros del cuerpo diplomático internacional "como únicas personas libres que se encontraban en el palacio" una declaración suya de que sólo la violencia la había obligado a hacer estas concesiones. Más tarde, los ministros británicos y belgas utilizarían este documento como base para justificar la intervención extranjera en Portugal. Para reducir el peligro de ser depuesta y sustituida por un miembro más dócil de la familia real, trató de asegurar su posición obteniendo declaraciones escritas de su tía, doña Isabel María (18 de septiembre), y de su madrastra la duquesa de Braganza (21 de septiembre) renunciando a cualquier esperanza o pretensión de ocupar el trono por sí mismas: 478 : 478 

## Preparativos para un golpe

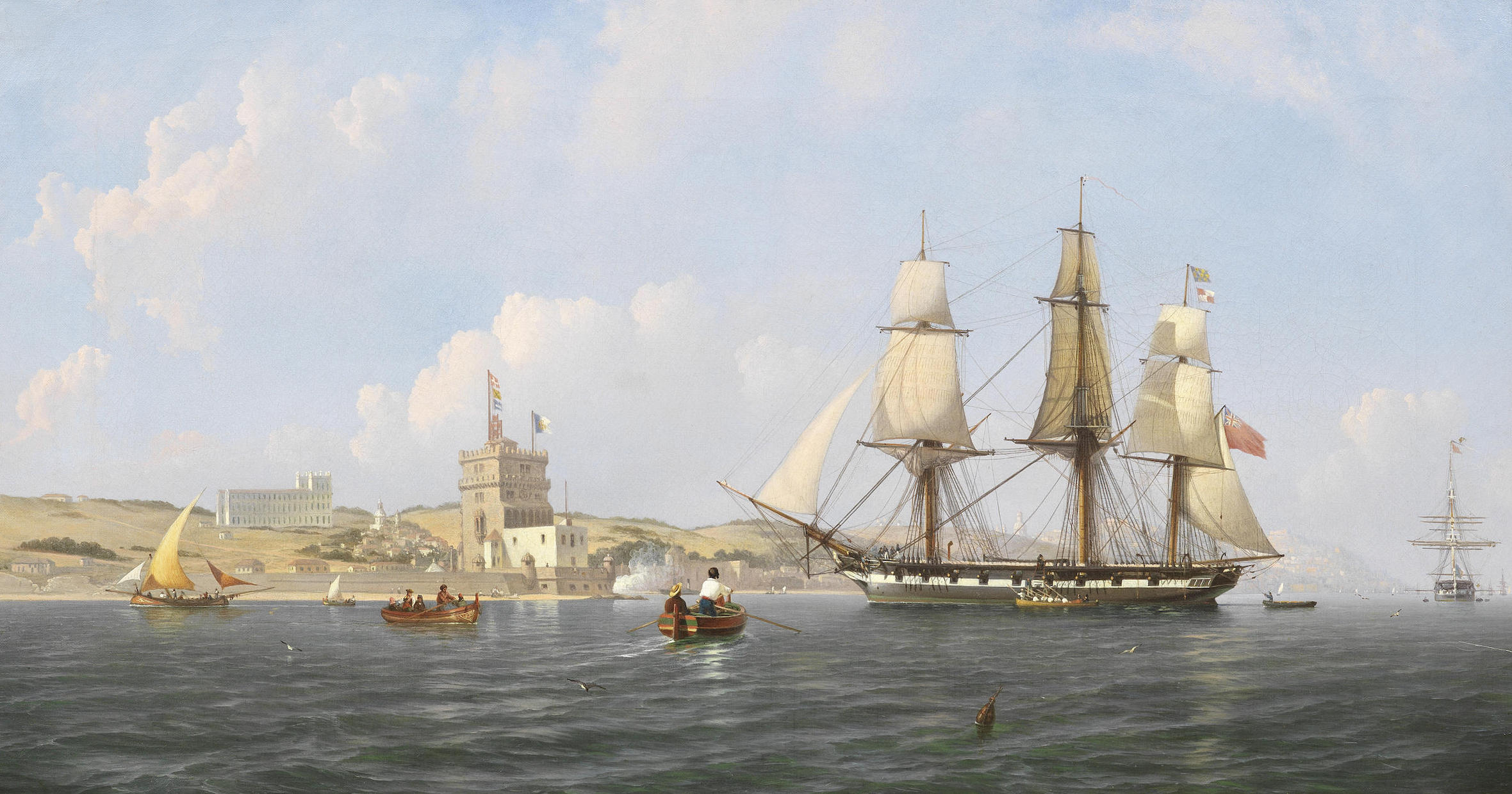
Una fragata inglesa llegando al Tajo en Belém

El representante extranjero más activo en la búsqueda de formas de apoyar a la Reina para deshacer la Revolución de Septiembre fue Sylvain Van de Weyer, de Bélgica; el rey Leopoldo estaba interesado en que Portugal le arrendara una de sus colonias africanas a cambio de su apoyo. Intentó persuadir a Gran Bretaña para que interviniera, o al menos para que transportara tropas belgas a Portugal, pero Gran Bretaña se negó a embarcarse en este tipo de participación directa. Por lo tanto, Leopoldo tuvo que encontrar un medio menos obvio de influir en los acontecimientos. Saldanha y Freire participaron en las discusiones sobre estos planes con Bélgica.
Finalmente, la reina pidió ayuda directamente a Gran Bretaña, que le respondió que podía estar segura de la protección de la flota británica en el Tajo. De hecho, si podía trasladarse al Palacio de Belém y hacer que un ministro de su gobierno firmara un llamamiento directo, Gran Bretaña le garantizaría la protección de todo su gobierno, siempre que contara con el apoyo popular. Casi inmediatamente, la noticia de estas negociaciones llegó a la prensa radical y nacionalista de Lisboa, provocando reacciones airadas. El 2 de noviembre se observaron movimientos entre los buques de guerra británicos que sugerían que las tropas estaban a punto de desembarcar. : 197 
Entre los exministros devoristas asociados a la Reina, no había acuerdo sobre qué hacer. El plan de Saldanha consistía en iniciar una rebelión en las provincias, de tendencia generalmente conservadora, y utilizarla para señalar a la Reina que ella y su gobierno podían pedir ayuda abiertamente. Sin embargo, su rival Terceira se precipitó el 3 de noviembre, siguiendo su propio plan, confiando en que una vez dados los primeros pasos, las tropas británicas intervendrían.

## 3 de noviembre
En la mañana del 3 de noviembre, Lisboa se llenó de rumores sobre un inminente golpe real con apoyo militar británico, y la Revista publicó un editorial alabando la constitución de 1826, comparándola favorablemente con otras de Europa. La Reina convocó a Sá da Bandeira y a Passos Manuel al Palacio de las Necesidades. Le ofrecieron su dimisión, pero ella no la aceptó ni la rechazó. Passos Manuel le advirtió que si intentaba refugiarse en un barco británico, como había hecho su abuelo en 1824, se consideraría una señal de abdicación. : 198  : 171–4 A continuación, la Reina llevó a la corte al Palacio de Belém, donde llegaron a las cuatro de la tarde. Los cartistas de los barrios circundantes habían sido armados en secreto. A las nueve de la noche Terceira partió de Belém para movilizar al ejército y elementos leales de la Guardia Nacional en Lisboa. : 176–7 
A las diez de la noche la Reina envió orden para que todos sus ministros se presentaran en Belém. Los ministros se reunieron en cambio en la casa de Passos Manuel para decidir qué hacer. Finalmente decidieron enviar solo a Passos Manuel, Lumiares y :António Vieira de Castro. : 178 
En Belém, la Reina confirmó que destituía a todos sus ministros y nombraba un nuevo gabinete a cargo del Marqués de Valença. Debido a la corta vida de este gobierno (un día), que coincidió con el día de los Fieles Difuntos ( en portugués: dia de finados) llegó a ser conocido como el “Gabinete dos Finados” o “ Gabinete dos Mortos ” (“gabinete de los muertos”): : 198 También firmó un decreto restableciendo la Carta Constitucional de 1826. Tropas leales a la Reina controlaban el Castillo de San Jorge en Lisboa, pero la confusión de órdenes y contraórdenes de diferentes partidos fue tal la noche del 3 de noviembre que no pasó mucho tiempo antes de que la ciudadela fuera tomada por unidades de la Guardia Nacional. Guardia leal al gobierno destituido. El resto de la Guardia Nacional también se movilizó contra el golpe y comenzó a reunirse durante la noche en el Campo de Ourique. : 182 Saldanha, que aún perseguía sus propios planes, había enviado las tropas gubernamentales más confiables a las provincias para preparar una revuelta allí, dejando a Lisboa expuesta.

## 4 de noviembre

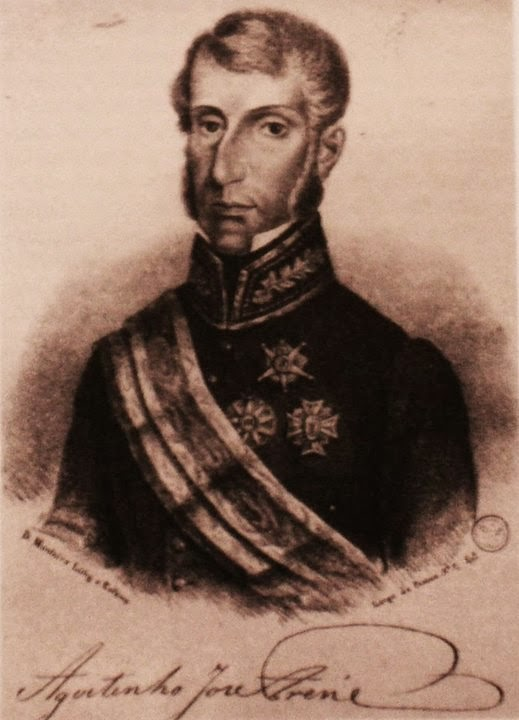
Agostinho José Freire

En la mañana del 4 de noviembre, las calles que rodean el Palacio de Belém se llenaron de hombres armados y de artillería. A las nueve y media, el nuevo Primer Ministro, Valença, envió una orden al castillo de San Jorge, ordenando a la oficina de telégrafos de ese lugar que comunicara al resto del país que la Reina había destituido al gobierno anterior y restablecido la Carta Constitucional de 1826, y que "el orden y el entusiasmo reinaban en la capital", pero el gobernador del castillo se negó a hacerlo. : 183–5 
A los batallones de la Guardia Nacional reunidos en el Campo de Ourique se les unió un gran número de ciudadanos de a pie, que exigieron armas y finalmente se las dieron. Se acordó que, antes de emprender cualquier acción, la Reina debía ser informada de su determinación, y se le pidió que dejara de lado los malos consejos que le habían dado hasta entonces. Passos Manuel y Luiz Ribeiro de Sousa Saraiva fueron elegidos como "Comisarios de Belem", delegados para llevarle este mensaje. Los habitantes de Campo de Ourique también eligieron una junta para asegurar la autoridad y Sá da Bandeira fue nombrado comandante. : 187 
Varios exministros devoristas fueron llamados a Belém para ayudar al nuevo gobierno y uno de ellos, Agostinho José Freire, se dirigió al palacio en un carruaje, vestido con todas sus galas. En su camino se topó con un grupo de la Guardia Nacional. Salió de su carruaje y un guardia le disparó. : 198 La turba furiosa arrancó sus condecoraciones, robó sus objetos de valor y arrojó su cuerpo en una fosa común en un cementerio.
El asesinato de Freire provocó el pánico en Belém y algunos de los que estaban armados comenzaron a escabullirse hacia sus casas, dejando sus armas. La rivalidad entre Terceira y Saldanha era tan grande que, una vez iniciado el golpe, Saldanha se negó a ir a Belém hasta que Lord Howard de Walden le instó positivamente a hacerlo. Sin embargo, cuando Passos Manuel y Ribeiro Saraiva llegaron al palacio, rodeados de amenazas y maldiciones por parte de la multitud cartista reunida en el exterior, Saldanha salió, los tomó del brazo y los escoltó hasta el interior.: 191  En una demostración de fuerza, la reina recibió a los comisarios de Belém en presencia del rey Fernando y del resto de la familia real, de Palmela, Saldanha, Trigoso, y de muchos antiguos ministros, generales, Howard de Walden, Van de Weyer y todo el cuerpo diplomático extranjero. Después de largas discusiones se llegó a un compromiso,: 198 aunque no está del todo claro en qué consistió exactamente, ya que rápidamente aparecieron relatos divergentes. Passos Manuel llegó a Campo de Ourique a las cuatro de la tarde y se discutieron las propuestas de la corte. Algunas fueron aceptadas, pero la reinstitución de la Cámara de los Pares fue rechazada categóricamente. Sá da Bandeira fue designado para comunicarlo a la Reina.: 199–204 En Belém, mientras la corte esperaba una respuesta a sus propuestas, algunas unidades de artillería de los alrededores del palacio comenzaron a gritar a favor de la constitución de 1820. Alarmado, el rey Fernando salió con algunos soldados a caballo y los ahuyentó. Creció la preocupación de que la corte no podía confiar con seguridad en su propio ejército, y la reina apeló a Howard de Walden para que enviara tropas británicas para protegerla. Entre 500 y 700 fueron desembarcados entre Belém y Alcântara en la noche del 4 de noviembre. La noticia de esta intervención tuvo el efecto contrario al que se pretendía, ya que se produjo una indignación generalizada entre la población de Lisboa y parecía probable que se produjera una marcha masiva sobre Belém. Passos Manuel y los septembristas de Campo de Ourique se negaron rotundamente a entrar en cualquier discusión mientras las tropas extranjeras estuvieran en suelo portugués. Al darse cuenta de su error, la Reina hizo que las tropas británicas volvieran a sus barcos y Sá da Bandeira fue invitado a una reunión con Saldanha para seguir negociando.: 206 

## 5 de noviembre
En la mañana del 5 de noviembre, la Reina se encontró sin apoyo de las tropas extranjeras, con su propio ejército cada vez más descontento y pasándose a los septembristas, y con un firme consenso del pueblo de Lisboa que rechazaba el curso de acción que había tomado. Aceptó las condiciones que Sá da Bandeira había acordado con Saldanha. Volvió a nombrar al gabinete que había destituido dos días antes, pero consiguió asegurar que se respetaría el poder real tal y como estaba establecido en la carta de 1826, incluyendo el veto real y el derecho a disolver la Cámara de Diputados.
Cuando se corrió la voz en Belém de que la Guardia Nacional marchaba hacia el palacio, los que habían apoyado a la Reina el día anterior se desvanecieron rápidamente, dejándolo casi desierto. La Reina y su marido, abandonados por sus partidarios, aceptaron la propuesta de Sá da Bandeira de volver al Palacio de las Necesidades. Llegaron a las cinco de la tarde con un recibimiento tremendamente entusiasta por parte de la Guardia Nacional y de la multitud septembrina. : 211 Howard de Walden afirmó que el 5 de noviembre se le informó a la reina que su hermana, la princesa María Amélia, ocuparía el trono en su lugar, lo que la llevó a llegar rápidamente a un acuerdo con los septembristas. : 478 

## Consecuencias
Tras el regreso de la Reina a Lisboa, el ejército volvió a los cuarteles, la Guardia Nacional regresó a casa y la calma se restableció en la ciudad.: 214  Las Cortes Constituyentes, convocadas en octubre, se reunieron el 12 de noviembre. El 18 de noviembre se decreta una amnistía para todos los implicados en el intento de golpe. : 215 
Varias personas asociadas con el intento de golpe se vieron obligadas a huir del país, incluidos el Duque de Palmela y su hijo, así como José da Silva Carvalho, Vila Real y Rendufe, que se refugiaron a bordo del HMS Malabar en el Tajo y luego navegaron a Inglaterra. : 199 